# Kriechender Hahnenfuß
Der Kriechende Hahnenfuß (Ranunculus repens) ist eine Art aus der Gattung Hahnenfuß (Ranunculus) in der Familie der Hahnenfußgewächse (Ranunculaceae).

## Beschreibung

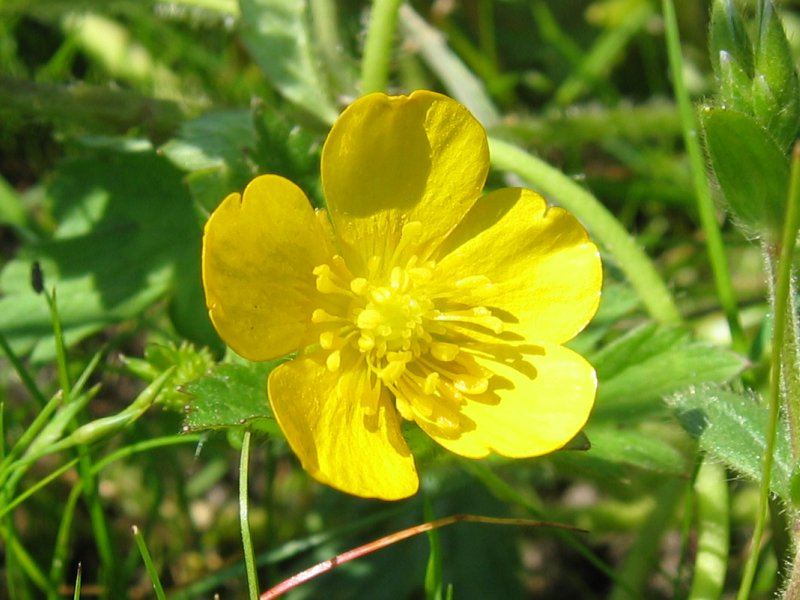
Blüte

Die mehrjährige krautige Pflanze erreicht Wuchshöhen von 10 bis 50 cm. Durch die Bildung von kriechenden Ausläufern, die sich an den Knoten (an der Blattbasis) bewurzeln können, erhielt er seinen Namen. Die Blütezeit reicht von Mai bis August.
Die Laubblätter sind dreizählig gefiedert, die Blättchen sind dreispaltig oder gelappt und unregelmäßig gezähnt.
Die goldgelb glänzenden Blüten haben einen Durchmesser von 2 bis 3 cm und entspringen einzeln den Blattachseln. Die Blütenhülle besteht aus gelb gefärbten Nektarblättern und aufrechten, den Nektarblättern anliegenden Kelchblättern. Die Blütenstiele sind gefurcht. Es werden einsamige Nussfrüchte gebildet.
Innerhalb der Art findet man viele Exemplare, die sich im Blattzuschnitt, in der Blütengröße und in der Stärke der Behaarung voneinander unterscheiden. Es ist aber nicht möglich, anhand dieser Merkmale Sippen niedriger Rangstufe gegeneinander abzugrenzen oder sie mit bestimmten Standorten zu korrelieren.
Die Art ist tetraploid, sie besitzt meist die Chromosomenzahl 2n = 32. Seltener kommen auch die Chromosomenzahlen 2n = 16 oder 28 vor.

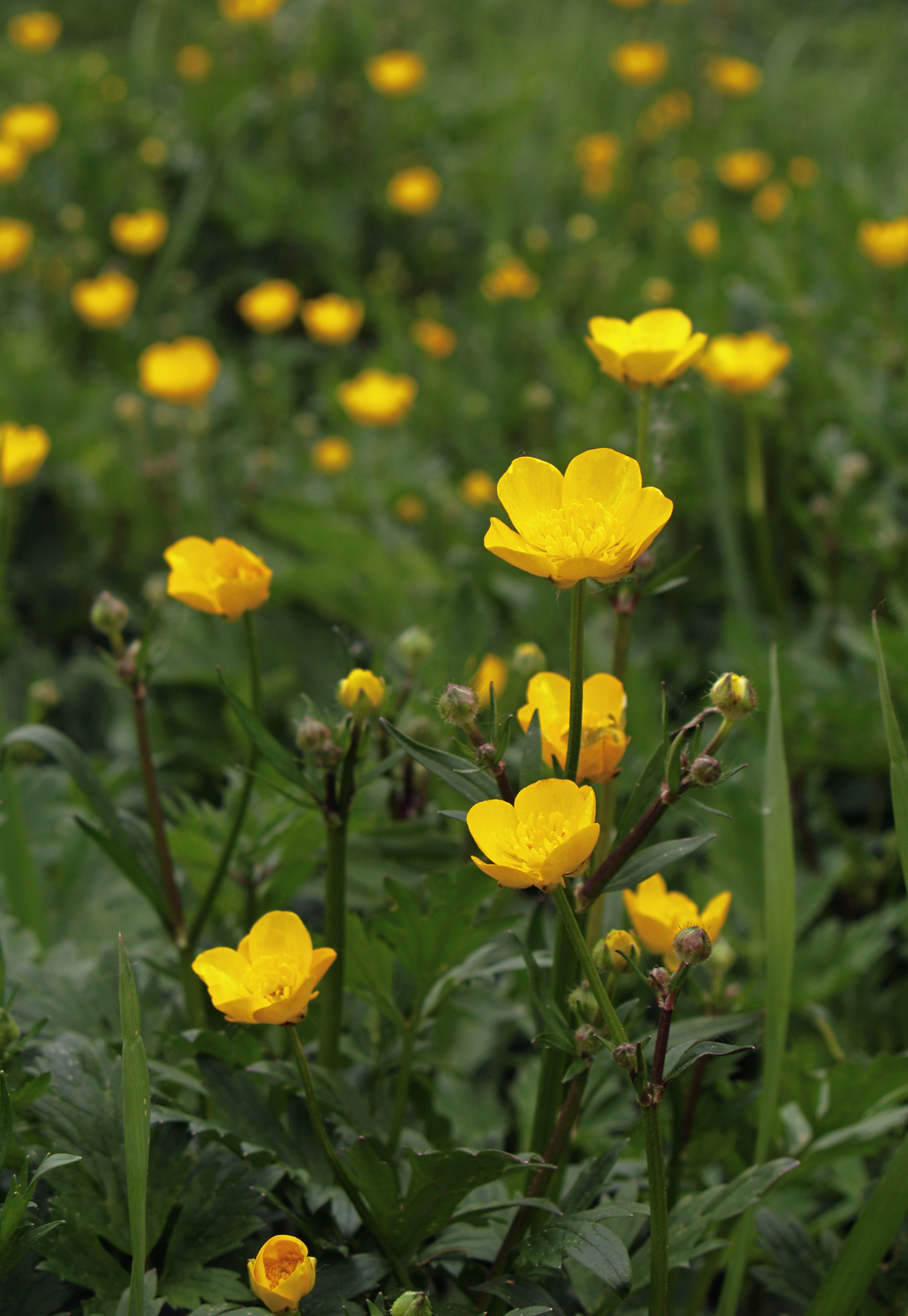
Kriechender Hahnenfuß (Ranunculus repens)

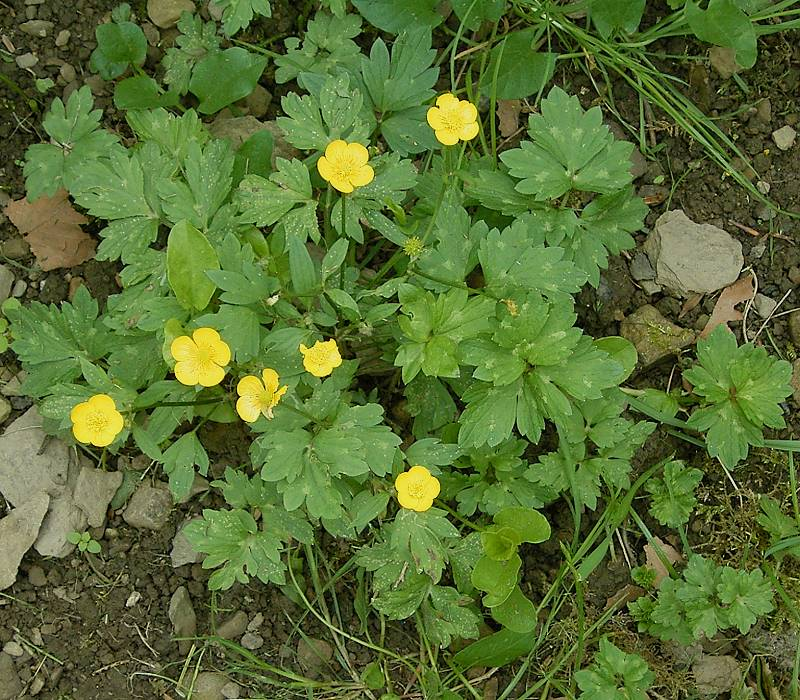
Kriechender Hahnenfuß (Ranunculus repens)

## Ökologie
Der Kriechende Hahnenfuß ist ein Hemikryptophyt (Halbrosettenpflanze) mit Ausläufern und oft wintergrün.  Er wurzelt bis 50 cm tief. Bei Wachstum auf nassen Böden besitzt seine Rinde große Interzellularen. Er ist raschwüchsig – bereits einen Monat nach der Keimung können kräftige Pflanzen herangewachsen sein.
Die Blüten sind homogame bis vormännliche „Nektar führende Scheibenblumen“. Sie bestehen aus 5 kelchartigen Perigonblättern und 5 kronblattartigen Nektarblättern mit basaler Schuppe, unter der sich die Nektardrüse befindet. Neben Pflanzen mit zwittrigen Blüten kommen auch rein weibliche Pflanzen vor (= gynodiözisch). Bestäuber sind verschiedene Insekten. Bei Regen bleiben die schüsselförmigen Blüten geöffnet, so dass sich darin Wasser sammelt und schließlich der Pollen zu den Narben schwimmen kann. Es wurde experimentell nachgewiesen, dass solche Regenwasserbestäubung auch zu Samenansatz führt.
Je Blüte entstehen als Früchte zahlreiche Nüsschen. Die Pflanze ist ein Wind- und Tierstreuer, außerdem erfolgt Wasserhaft- und Zufallsverbreitung  durch Grasfresser. Vegetative Vermehrung erfolgt durch lange, oberirdische Ausläufer vom Erdbeertyp.

## Giftigkeit
Mit etwa 0,01 % Protoanemonin im Kraut gilt der Kriechende Hahnenfuß nur als schwach giftig.

## Vorkommen
Man findet den Kriechenden Hahnenfuß verbreitet in Pioniergesellschaften, auf Äckern, in Brachen und Gärten, an Ufern, Gräben und Wegen, in Wiesen und Auenwäldern. Er bevorzugt zumindest zeitweise feuchten, steinigen, humushaltigen oder rohen Lehm- und  Tonboden; er geht auch auf verdichteten Boden und erträgt auch Überflutungen. Im Gebirge ist er bis in eine Höhe von etwa 2400 m NN anzutreffen. In den Allgäuer Alpen steigt er in Bayern an der Rappenseehütte bis zu 2090 Metern Meereshöhe auf.
Nach Ellenberg ist er ein Feuchtezeiger und eine Ordnungscharakterart der Gänsefingerkraut-Weißstraußgras-Kriechrasen (Agrostietalia stoloniferae). Nach Oberdorfer ist er eine Charakterart des Verbands Agropyro-Rumicion, kommt aber als Störzeiger auch in Gesellschaften der Verbände Magnocaricion, Calthion, Alno-Ulmion und Salicion albae vor.
Die ökologischen Zeigerwerte nach Landolt et al. 2010 sind in der Schweiz: Feuchtezahl F = 3+w+ (feucht aber stark wechselnd), Lichtzahl L = 3 (halbschattig), Reaktionszahl R = 3 (schwach sauer bis neutral), Temperaturzahl T = 3 (montan), Nährstoffzahl N = 4 (nährstoffreich), Kontinentalitätszahl K = 3 (subozeanisch bis subkontinental), Salztoleranz 1 = tolerant.
Das natürliche Verbreitungsgebiet umfasst Europa, Asien und Nordafrika; unter anderem in Nordamerika, Australien (Tasmanien), Neuseeland und sogar in der Antarktis wurde der Kriechende Hahnenfuß eingeführt.
Bei Landwirten und Hobbygärtnern gilt der Kriechende Hahnenfuß als lästiges Unkraut. Er treibt nach allen Richtungen Ausläufer, die in gewissen Abständen an den Knoten bewurzeln und Büschel grundständiger Blätter entwickeln. So können sich in kurzer Zeit große Flächen mit dieser Pflanze überziehen.